# Mousgoum (langue)
Ne doit pas être confondu avec muskum.
Cet article concerne la langue mousgoum. Pour le peuple mousgoum, voir Mousgoum (peuple).
Le mousgoum (ou mousgou, mousgoum, mousgoun, mulwi, munjuk, musgum, musuk, muzuk) est une langue tchadique parlée dans l'Extrême-Nord du Cameroun dans les départements du Diamaré, du Mayo-Danay, du Logone-et-Chari, Mayo-Kani et dans la plaine de Mora dans le Mayo-Sava , ainsi qu'au Tchad, jusqu'au Chari.

## Classification
Le mousgoum est une des langues tchadiques biu-mandara. Les langues tchadiques sont une des branches de la famille afro-asiatique.

## Écriture
| Majuscule | A  | B | Ɓ | D | Ɗ | E | Ə  | F | G | H | I | K | L | M  | N |
| Minuscule | a  | b | ɓ | d | ɗ | e | ə  | f | g | h | i | k | l | m  | n |
| Majuscule | NY | Ŋ | O | P | R | S | SL | T | U | V | W | Y | Z | ZL |   |
| Minuscule | ny | ŋ | o | p | r | s | sl | t | u | v | w | y | z | zl |   |

Les tons sont indiqués sur certains mots que l’on confondrait ou encore sur le sujet pronominal du verbe distinguant l’accompli des autres temps. L’accent aigu sur une voyelle indique le ton haut et l’accent grave le ton bas.

## Phonologie
Les tableaux présentent l'inventaire phonémique du dialecte mousgoum de Girvidik.

### Voyelles
|            |            | Antérieures | Centrales | Postérieures |
| Fermées    | Fermées    | i [i]       |           | u [u]        |
| Mi-fermées | Mi-fermées | e [e]       | ə [ə]     | o [o]        |
| Ouvertes   | Ouvertes   |             | a [a]     |              |

Les voyelles longues existent, en nombre limité.

### Consonnes
|               |               | Labiales | Alvéolaires | Latérales | Palatales | Vélaires |
| Occlusives    | sourdes       | p [p]    | t [t]       |           |           | k [k]    |
| Occlusives    | sonores       | b [b]    | d [d]       |           |           | g [g]    |
| Occlusives    | implosives    | ɓ [ɓ]    | ɗ [ɗ]       |           |           |          |
| Fricatives    | sourdes       | f [f]    | s [s]       | sl [ɫ]    |           | h [x]    |
| Fricatives    | sonores       | v [v]    | z [z]       | zl [ɮ]    |           |          |
| Affriquées    | sourdes       |          |             |           | c [t͡ʃ]    |          |
| Affriquées    | sonores       |          |             |           | j [d͡ʒ]    |          |
| Nasales       | Nasales       | m [m]    | n [n]       |           |           | ŋ [ŋ]    |
| Liquides      | Liquides      |          | l [l]       |           |           |          |
| Roulées       | Roulées       |          | r [r]       |           |           |          |
| Semi-voyelles | Semi-voyelles | w [w]    |             |           | y [j]     |          |

Le mousgoum présente d'autres phonèmes qui ne se trouvent que dans quelques mots, voire un seul: kw [kʷ], gw [gʷ], ny [ɲ], mb [m͡b] et nd [n͡d].

### Une langue tonale
Le mousgoum est une langue à tons. Ceux-ci sont au nombre de quatre: haut, bas, moyen et descendant.